# Joshua Tree National Park
Joshua Tree National Park er en nationalpark i den sydøstlige del af delstaten Californien i USA. Parken blev etableret i 1994, og er på 3.196 km². De vigtigste naturattraktioner i nationalparken er yuccaplanten Joshua tree (Yucca brevifolia), som parken har navn efter, og ørkenlandskabet i de to ørkenområder som parken omfatter: Mojaveørkenen og Coloradoørkenen samt bjergkæden Little San Bernardino Mountains. Over store højdeforskelle er der sandklitter, saltsletter, forrevne bjerge og granitmonolitter..
Parken har siden 1936 været et National Monument  og blev udpeget som nationalpark da den amerikanske kongres vedtog California Desert Protection Act i 1994. Over halvdelen af parken er yderligere beskyttet som Wilderness area. 
Mojaveørkenen, som er den højest beliggende og tørreste af de to ørkenområder, er habitat for Joshua tree, som dominerer det åbne landskab i ørkenen. På skyggefulde steder vokser også pinjer, enebær og eg. Coloradoørkenen, som ligger lavere end 910 m, har en anden vegetation: Yucca, Atriplex, Larrea tridentata (ledbladfamilien), den kaktuslignende Fouquieria splendens og kaktusen Cylindropuntia bigelovii, som nogle steder vokser så tæt at det kan se ud som plantede haver. Washingtonia filifera, som er den eneste vildtvoksende palmeart i Californien, vokser her. 
Dyrelivet omfatter puma, prærieulv, en variant af tykhornsfår kaldt ørkentykhornsfår (Ovis canadensis nelsoni), Sorthalet hjort  (Odocoileus hemionus) og mere end 250 fuglearter, blandt andet stor jordgøg (Geococcyx californianus) og kaktusgærdesmutte (Campylorhynchus brunneicapillus). 
Klippeformationerne ved Joshua Tree National Park blev dannet for over 100 millioner år siden ved stærk nedkøling af magma lige under jordoverfladen.